# Domenico Tedesco
Domenico Tedesco (Rossano, Italia, 12 de septiembre de 1985) es un entrenador de fútbol italo-alemán. Actualmente está sin club.

## Trayectoria
Nació en la ciudad de Rossano, región de Calabria, Italia. Con dos años, su familia se establece en Alemania. Tedesco trabajaba en Daimler AG antes de abandonar su empleo y dedicarse a su carrera de entrenador.
Tras entrenar a las canteras de VfB Stuttgart y Hoffenheim, el 8 de marzo de 2017 es nombrado entrenador del FC Erzgebirge Aue, equipo de la 2. Bundesliga que estaba a un paso del descenso. Con Tedesco como entrenador, el equipo comienza a ganar todos los puntos que le permiten cerrar la temporada en el 14.º puesto y mantener la categoría.
El 9 de junio de 2017, el FC Schalke 04, equipo de Bundesliga, anunció la contratación de Domenico Tedesco como entrenador para la siguiente temporada. Bajo su mando, el equipo renano finalizó como subcampeón del campeonato local. No obstante, el 14 de marzo de 2019, tras ser eliminado en octavos de final de la Liga de Campeones y ocupando una decepcionante 14.ª posición en la Bundesliga, el club anunció su destitución.
El 14 de octubre de 2019, fue contratado por el FC Spartak de Moscú hasta junio de 2021. Al cumplir su contrato abandonó el equipo ruso, que había terminado subcampeón de Liga.
El 9 de diciembre de 2021, se hizo oficial su fichaje por el RB Leipzig hasta junio de 2023. Bajo su dirección, el equipo alemán remontó el vuelo, siendo semifinalista de la Europa League, campeón de la Copa de Alemania y clasificándose para la siguiente edición de la Liga de Campeones de la UEFA al obtener la cuarta posición en la Bundesliga. Sin embargo, el 7 de septiembre de 2022, fue destituido de su cargo, tras perder 1-4 contra el FC Shajtar Donetsk en el primer partido de fase de grupos de la Champions League.
El 8 de febrero de 2023, fue confirmado como nuevo seleccionador de Bélgica hasta después de la Eurocopa 2024, obteniendo buenos resultados en las eliminatorias con 6 victorias y un empate contra Austria en casa, dejando a Bélgica en la primera posición de la tabla con 20 puntos y con 2 victorias amistosas ante Alemania y Serbia. En dicha competencia, alcanzó los octavos de final donde fue eliminado por Francia.El 17 de enero de 2025, fue despedido de su cargo a casi dos años de su asunción, después de haber quedado en tercera posición de la Liga de Naciones por una diferencia de gol de 4 puntos ante Israel.

## Clubes
| Club                            | País     | Periodo   |
| ------------------------------- | -------- | --------- |
| VfB Stuttgart (Sub-17)          | Alemania | 2013-2015 |
| TSG 1899 Hoffenheim (Juveniles) | Alemania | 2015-2016 |
| TSG 1899 Hoffenheim (Sub-19)    | Alemania | 2016-2017 |
| FC Erzgebirge Aue               | Alemania | 2017      |
| FC Schalke 04                   | Alemania | 2017-2019 |
| FC Spartak de Moscú             | Rusia    | 2019-2021 |
| RB Leipzig                      | Alemania | 2021-2022 |
| Selección de Bélgica            | Bélgica  | 2023-2025 |

## Estadísticas como entrenador

### Clubes
| Equipo                    | Div.         | Temporada    | Liga | Liga | Liga | Liga | Liga |    | Copa | Copa | Copa | Copa |   | Internacional | Internacional | Internacional | Internacional | Internacional |   | Otros | Otros | Otros | Otros |    | Totales     | Totales | Totales | Totales | Totales | Totales | Totales | Totales |
| Equipo                    | Div.         | Temporada    | PD   | G    | E    | P    | Pos. | PD | G    | E    | P    | PD   | G | E             | P             | Pos.          | PD            | G             | E | P     | PD    | G     | E     | P  | Rendimiento | GF      | GC      | Dif.    |         |         |         |         |
| ------------------------- | ------------ | ------------ | ---- | ---- | ---- | ---- | ---- | -- | ---- | ---- | ---- | ---- | - | ------------- | ------------- | ------------- | ------------- | ------------- | - | ----- | ----- | ----- | ----- | -- | ----------- | ------- | ------- | ------- | ------- | ------- | ------- | ------- |
| Erzgebirge Aue · Alemania | 2.ª          | 2016-17      | 11   | 6    | 2    | 3    | 14.º | -  | -    | -    | -    | -    | - | -             | -             | -             | -             | -             | - | -     | 11    | 6     | 2     | 3  | 60.61%      | 14      | 10      | +4      |         |         |         |         |
| Erzgebirge Aue · Alemania | Total        | Total        | 11   | 6    | 2    | 3    | -    | -  | -    | -    | -    | -    | - | -             | -             | -             | -             | -             | - | -     | 11    | 6     | 2     | 3  | 60.61%      | 14      | 10      | +4      |         |         |         |         |
| Schalke 04 · Alemania     | 1.ª          | 2017-18      | 34   | 18   | 9    | 7    | 2.º  | 5  | 4    | 0    | 1    | -    | - | -             | -             | -             | -             | -             | - | -     | 39    | 22    | 9     | 8  | 64.1%       | 60      | 39      | +21     |         |         |         |         |
| Schalke 04 · Alemania     | 1.ª          | 2018-19      | 25   | 6    | 5    | 14   | Inc. | 3  | 2    | 1    | 0    | 8    | 3 | 2             | 3             | 1/8           | -             | -             | - | -     | 36    | 11    | 8     | 17 | 37.97%      | 42      | 59      | -17     |         |         |         |         |
| Schalke 04 · Alemania     | Total        | Total        | 59   | 24   | 14   | 21   | -    | 8  | 6    | 1    | 1    | 8    | 3 | 2             | 3             | -             | -             | -             | - | -     | 75    | 33    | 17    | 25 | 51.56%      | 102     | 98      | +4      |         |         |         |         |
| Spartak Moscú · Rusia     | 1.ª          | 2019-20      | 18   | 7    | 4    | 7    | 7.º  | 3  | 2    | 0    | 1    | -    | - | -             | -             | -             | -             | -             | - | -     | 21    | 9     | 4     | 8  | 49.21%      | 28      | 23      | +5      |         |         |         |         |
| Spartak Moscú · Rusia     | 1.ª          | 2020-21      | 30   | 17   | 6    | 7    | 2.º  | 3  | 1    | 0    | 2    | -    | - | -             | -             | -             | -             | -             | - | -     | 33    | 18    | 6     | 9  | 60.61%      | 61      | 41      | +20     |         |         |         |         |
| Spartak Moscú · Rusia     | Total        | Total        | 48   | 24   | 10   | 14   | -    | 6  | 3    | 0    | 3    | -    | - | -             | -             | -             | -             | -             | - | -     | 54    | 27    | 10    | 17 | 56.17%      | 89      | 64      | +25     |         |         |         |         |
| RB Leipzig · Alemania     | 1.ª          | 2021-22      | 20   | 12   | 4    | 4    | 4.º  | 4  | 3    | 1    | 0    | 6    | 3 | 2             | 1             | 1/2           | -             | -             | - | -     | 30    | 18    | 7     | 5  | 67.78%      | 66      | 28      | +38     |         |         |         |         |
| RB Leipzig · Alemania     | 1.ª          | 2022-23      | 5    | 1    | 2    | 2    | Inc. | 1  | 1    | 0    | 0    | 1    | 0 | 0             | 1             | Inc.          | 1             | 0             | 0 | 1     | 8     | 2     | 2     | 4  | 33.33%      | 18      | 18      | +0      |         |         |         |         |
| RB Leipzig · Alemania     | Total        | Total        | 25   | 13   | 6    | 6    | -    | 5  | 4    | 1    | 0    | 7    | 3 | 2             | 2             | -             | 1             | 0             | 0 | 1     | 38    | 20    | 9     | 9  | 60.52%      | 84      | 46      | +38     |         |         |         |         |
| Total clubes              | Total clubes | Total clubes | 143  | 67   | 32   | 44   | -    | 19 | 13   | 2    | 4    | 15   | 6 | 4             | 5             | -             | 1             | 0             | 0 | 1     | 178   | 86    | 38    | 54 | 55.43%      | 289     | 218     | +71     |         |         |         |         |
| 1. 2. 3.                  |              |              |      |      |      |      |      |    |      |      |      |      |   |               |               |               |               |               |   |       |       |       |       |    |             |         |         |         |         |         |         |         |

### Selección
| Selección           | Período             | Liga de Naciones | Liga de Naciones | Liga de Naciones | Liga de Naciones | Liga de Naciones |       | Clasificatorias Mundial y Eurocopa | Clasificatorias Mundial y Eurocopa | Clasificatorias Mundial y Eurocopa | Clasificatorias Mundial y Eurocopa |   | Mundial Eurocopa | Mundial Eurocopa | Mundial Eurocopa | Mundial Eurocopa | Mundial Eurocopa |   | Amistosos | Amistosos | Amistosos | Amistosos |    | Totales     | Totales | Totales | Totales | Totales | Totales | Totales | Totales |
| Selección           | Período             | Part.            | G                | E                | P                | Pos.             | Part. | G                                  | E                                  | P                                  | Part.                              | G | E                | P                | Pos.             | Part.            | G                | E | P         | Part.     | G         | E         | P  | Rendimiento | GF      | GC      | Dif.    |         |         |         |         |
| ------------------- | ------------------- | ---------------- | ---------------- | ---------------- | ---------------- | ---------------- | ----- | ---------------------------------- | ---------------------------------- | ---------------------------------- | ---------------------------------- | - | ---------------- | ---------------- | ---------------- | ---------------- | ---------------- | - | --------- | --------- | --------- | --------- | -- | ----------- | ------- | ------- | ------- | ------- | ------- | ------- | ------- |
| Bélgica             | 2022-23             | -                | -                | -                | -                | -                | 1     | 1                                  | 0                                  | 0                                  | -                                  | - | -                | -                | -                | 1                | 1                | 0 | 0         | 1         | 1         | 0         | 0  | 100%        | 6       | 2       | +4      |         |         |         |         |
| Bélgica             | 2023-24             | -                | -                | -                | -                | -                | 7     | 5                                  | 2                                  | 0                                  | 4                                  | 1 | 1                | 2                | 1/8              | 5                | 3                | 2 | 0         | 16        | 9         | 5         | 2  | 66.67%      | 29      | 8       | +21     |         |         |         |         |
| Bélgica             | 2024-25             | 6                | 1                | 1                | 4                | -                | -     | -                                  | -                                  | -                                  | -                                  | - | -                | -                | -                | -                | -                | - | -         | 6         | 1         | 1         | 4  | 22.23%      | 6       | 9       | -3      |         |         |         |         |
| Bélgica             | Total               | 6                | 1                | 1                | 4                | -                | 8     | 6                                  | 2                                  | 0                                  | 4                                  | 1 | 1                | 2                | -                | 6                | 4                | 2 | 0         | 24        | 12        | 6         | 6  | 58.33%      | 41      | 19      | +22     |         |         |         |         |
| Total en su carrera | Total en su carrera | 149              | 68               | 33               | 48               | -                | 27    | 19                                 | 4                                  | 4                                  | 19                                 | 7 | 5                | 7                | -                | 7                | 4                | 2 | 1         | 202       | 98        | 44        | 60 | 55.77%      | 330     | 237     | +93     |         |         |         |         |
| 1.                  |                     |                  |                  |                  |                  |                  |       |                                    |                                    |                                    |                                    |   |                  |                  |                  |                  |                  |   |           |           |           |           |    |             |         |         |         |         |         |         |         |

##### Estadísticas como seleccionador de Bélgica
| Torneo                        | Año       | PJ | PG | PE | PP | GF | GC | DF  | Pts | Resultado        | Rendimiento |
| ----------------------------- | --------- | -- | -- | -- | -- | -- | -- | --- | --- | ---------------- | ----------- |
| Clasificatorias Eurocopa 2024 | 2023      | 8  | 6  | 2  | 0  | 22 | 4  | +18 | 20  | Clasificado      | 83.33%      |
| Eurocopa 2024                 | 2024      | 4  | 1  | 1  | 2  | 2  | 2  | +0  | 4   | Octavos de final | 33.33%      |
| Liga de Naciones UEFA 2024-25 | 2024-2025 | 6  | 1  | 1  | 4  | 6  | 9  | -3  | 4   | Inconclusa       | 22.23%      |
| Amistosos                     | 2023-Act. | 6  | 4  | 2  | 0  | 11 | 4  | +7  | 14  | +4 PG            | 77.78%      |
| Total                         | Total     | 24 | 12 | 6  | 6  | 41 | 19 | +22 | 42  | Sin títulos      | 58.33%      |

### Resumen por competiciones
| Competición                  | Partidos | Ganados | Empatados | Perdidos | Ganados % |
| Clubes                       | Clubes   | Clubes  | Clubes    | Clubes   | Clubes    |
| ---------------------------- | -------- | ------- | --------- | -------- | --------- |
| 2. Bundesliga                | 11       | 6       | 2         | 3        | 60.61%    |
| Bundesliga                   | 84       | 37      | 20        | 27       | 51.99%    |
| Copa de Alemania             | 13       | 10      | 2         | 1        | 82.05%    |
| Supercopa de Alemania        | 1        | 0       | 0         | 1        | 0%        |
| Liga Premier de Rusia        | 48       | 24      | 10        | 14       | 56.94%    |
| Copa de Rusia                | 6        | 3       | 0         | 3        | 50%       |
| Liga de Campeones de la UEFA | 9        | 3       | 2         | 4        | 40.74%    |
| Liga Europea de la UEFA      | 6        | 3       | 2         | 1        | 61.11%    |
| Total clubes                 | 178      | 86      | 38        | 54       | 55.43%    |
| Selección                    |          |         |           |          |           |
| Liga de Naciones             | 6        | 1       | 1         | 4        | 22.23%    |
| Clasificatorias Eurocopa     | 8        | 6       | 2         | 0        | 83.33%    |
| Eurocopa                     | 4        | 1       | 1         | 2        | 33.33%    |
| Amistosos                    | 6        | 4       | 2         | 0        | 77.78%    |
| Total selección              | 24       | 12      | 6         | 6        | 58.33%    |
| Total en su carrera          | 202      | 98      | 44        | 60       | 55.77%    |

## Palmarés

### Como entrenador

#### Campeonatos nacionales
| Título           | Club          | País     | Año  |
| ---------------- | ------------- | -------- | ---- |
| Copa de Alemania | R. B. Leipzig | Alemania | 2022 |